# Tossal de Cantacorbs
El Tossal de Cantacorbs és una muntanya de 641 metres que es troba al municipi de Cornudella de Montsant, a la comarca catalana del Priorat.